# Maistättenweiher

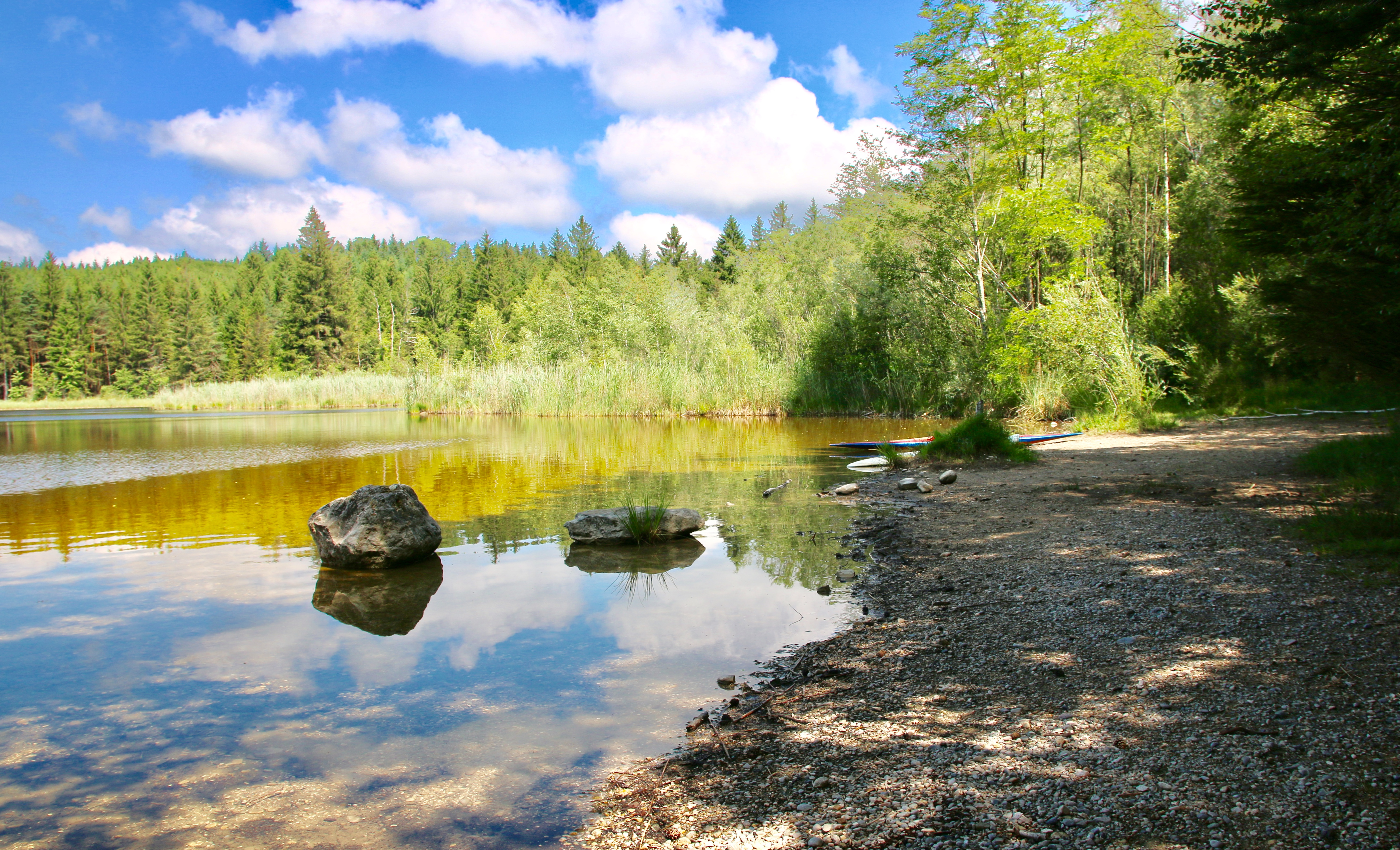
Die Badestelle am Maistättenweiher im Sommer

Der Maistättenweiher (auf älteren amtlichen Karten auch Majestätweiher) ist ein unter 3 ha großer Weiher im Fünfseenland. Er liegt im Maistätter Wald (ebenfalls auch als Majestätwald bekannt) zwischen Monatshausen und Pähl und gerade noch am südlichen Rand des Höhenzugs Berndorfer Buchet. Sein Zulauf im Nordosten ist nur wenige hundert Meter lang, im Süden entwässert er sich über eine Schleuse und einen 700 m langen Bachverlauf in den Kinschbach.
Das ganze Gebiet ist Teil des großen Landschaftsschutzgebiets "Starnberger See und westlich angrenzende Gebiete".
Der Weiher hat im Osten eine kleine Badestelle und ist im Norden mit Schilf bewachsen.